# Maranhão (football)
Luis Carlos dos Santos Martins, plus communément appelé Maranhão, est un footballeur brésilien né le 19 juin 1984 à São Luís. Il est attaquant.

## Biographie
Maranhão commence tout naturellement sa carrière au Brésil. Dans son pays natal il joue principalement en faveur du club de Sertãozinho et de l'équipe de Marília.
En 2008, il s'expatrie au Japon et s'engage avec le club du Ventforet Kofu. Il rejoint le Tokyo Verdy en 2011. Ces deux équipes évoluent en deuxième division. À noter que Maranhão est vice-champion de J-League 2 en 2010 avec le Ventforet Kofu.
En 2012, nouveau changement de pays : il est transféré au club coréen d'Ulsan Hyundai. Pour sa première saison en Corée, il dispute 39 matchs en championnat, marquant 13 buts. Avec cette équipe il remporte la  Ligue des champions de l'AFC en 2012. Il participe dans la foulée à la Coupe du monde des clubs. Lors de cette compétition il dispute deux matchs : le premier face au club mexicain de Monterrey et le deuxième contre l'équipe japonaise du Sanfrecce Hiroshima.

## Palmarès
- Vainqueur de la Ligue des champions de l'AFC en 2012 avec le Ulsan Hyundai